# Běchovice
Běchovice – dzielnica w powiecie Praga 21. Leży około 13 km na wschód od centrum miasta. Główna droga i linia kolejowa łącząca Pragę i Kolín przebiega przez Běchovice. W 2014 zamieszkiwało ją 2 598 mieszkańców.